# Sindbad und der Kalif von Bagdad
Sindbad und der Kalif von Bagdad, auch Der Schatz des Piraten ist ein italienischer komödiantischer Abenteuer-Spielfilm aus dem Jahr 1973 mit Motiven aus den Geschichten aus Tausendundeine Nacht (→ Tausendundeine Nacht – Liste der Geschichten) und den Sindbad-Erzählungen.  Die Hauptrollen spielten Robert Malcolm und Sonia Wilson. Regie führte Pietro Francisci.

## Handlung
Im Palast des Kalifen von Bagdad bieten leichtbekleidete Bauchtänzerinnen dem Kalifen Schahriyar ihre Tanzkunst dar. Doch der geisteskranke Mann, der von sich selbst eine Puppe auf dem Thron postiert hat, macht sich mehr einen Spaß daraus eines der Mädchen mit einer Armbrust zu erschießen. Es ist das bereits 62. von ihm ermordete Mädchen. Die Berater des Kalifen verzweifeln an ihm, fürchten jedoch einen Putsch seines  Wesirs.
Nach langer Reise kehrt Sindbad der Seefahrer nach Bagdad heim, entschlossen die Seefahrt aufzugeben und fortan nur noch die Welt an Land zu bereisen. In Bagdad muss erfahren, dass seine Ziehmutter Zahira verstorben ist und der Besitz ihres Hauses durch den Kalifen aufgelöst wird. Mit Ausnahme einer Hälfte einer Schatzkarte ist Sindbad nun obdachlos und beinahe mittellos. Von den beiden Gaunern Firuz und Bahman wird er kurz darauf in eine Falle gelockt. In einem Bauchtanz-Etablissement wird er betäubt und bestohlen, doch werden die beiden Gauner von ihrem Geschäftspartner selbst übers Ohr gehauen und gemeinsam mit Sindbad als Sklaven an ein Schiff verkauft.
Auf dem Schiff begegnet Sindbad bald darauf einem besonderen Passagier, der schönen Scherazade, der Prinzessin von Bahrain. Durch einen Trick verschafft sich Sindbad Zugang zu ihr, wobei sich beide schnell zueinander hingezogen fühlen. Scherazade ist jedoch als Braut für den geisteskranken Kalifen Schahriyar vorgesehen. Als Sindbad sie überreden will mit ihm zu kommen und ihr zu nahe tritt, ruft sie die Wachen, worauf er, Firuz und Bahman in einem Ruderboot ausgesetzt werden. Schließlich landen sie an einer Insel voller gestrandeter Schiffe, finden eine kleine, gefüllte Schatztruhe und setzen sich unwissend in einen Ballon, den sie versehentlich aktivieren. Der Wind trägt sie genau zurück auf das Schiff, das sie ausgesetzt hat. Enttäuscht muss Sindbad feststellen, dass Scherazade nicht mehr an Bord, sondern bereits in Bagdad ist. Sie starten den Ballon wieder und kehren nach Bagdad zurück.
In Bagdad wird Scherazade wie eine Sklavin vom Kalif Schahriyar in Empfang genommen und in den Harem gebracht. Der Kalif selbst will die Stimmung des Volks auf der Straße in Erfahrung bringen und besucht inkognito die StadtSindbad und seine Freunde besuchen ein gutsituiertes Dampfbad, wo sie zwei Berater des Kalifen treffen, die von Sinbdads Erscheinungsbild sofort eingenommen sind, da er genau wie der Kalif Schahriyar aussieht. Sie überreden ihn seinen Bart genau wie der Kalif zu scheren, wodurch bitte nicht mehr voneinander zu unterscheiden sind.
Als der Kalif und Sindbad zufällig auf demselben Sklavenmarkt für hübsche Sklavenmädchen bieten, werden sie und die umstehende Menschenmenge von bewaffneten Oppositionellen angegriffen, die insgeheim zum  Wesir des Kalifen gehören, der Schahriyar entthronen will. Sindbad wird bewusstlos und der Kalif Schahriyar erleidet einen epileptischen Anfall. Im Getümmel werden beide miteinander verwechselt und Sindbad in den Kalifenpalast gebracht und Schahriyar von Firuz und Bahman, die ihn für Sindbad halten, in ein Gasthaus, wo er von einem Getreuen des Beraters Hassan gefunden wird, dort jedoch zunächst bleiben soll. Hassan seinerseits weiht im Kalifenpalast Sindbad in den Versuch des Wesirs ein, die Macht zu übernehmen. Sindbad soll sich als dieser vorübergehend ausgeben und entscheidet sich mitzuspielen. Im Harem trifft er Scherazade wieder, der er sich jedoch nicht als Sindbad zu erkennen gibt; zudem beordert er beordert als Kalif, dass Scherazade später vor ihm einen Bauchtanz ausführen soll. Währenddessen bringen er, Hassem, Firuz und Baman den zweiten Teil der Schatzkarte in Besitz, die in einer Truhe des Kalifen lagerte. Sindbad enthüllt so Geheimnis der Schatzkarte,
Als Scherazade ihren Tanz im Saal des Kalifen aufführt, erscheinen der Wesir und andere Würdenträger. Der Wesir erklärt den Kalifen für abgesetzt, woraufhin dieser ihn mit einer Armbrust erschießt. Es ist Schahriyar, dem es gelungen ist aus dem Gasthaus zu entkommen. Plötzlich erhebt sich die Kalifenpuppe auf dem Thron des Kalifen. Es ist Sindbad, der das Geheimnis der Schatzkarte verkündet: er ist Schahriyars Zwillingsbruder und ihr Vater hat entschieden, dass einer von beiden herrschen solle. Schahriyar beansprucht den Thron und greift zum Säbel. Es kommt zum Kampf zwischen den beiden Brüdern, bei dem Schahriyar schließlich vom Kommandanten de Stadtwache erschossen wird. Der Kommandant weigert sich Sindbad als rechtmäßigen Kalifen anzuerkennen und erklärt die Dynastie für abgesetzt. Durch das Einreifen von Firuz und Bahman wird der Angriff jedoch vereitelt. Scherazade und Sindbad verlassen Bagdad zusammen als Liebespaar.

## Produktion
Die Dreharbeiten fanden unter anderem in Ägypten in Kairo statt.

## Bezug zu Tausendundeine Nacht
Der Kalif trägt den Namen des persischen Shah Schahriyar und die Prinzessin den Namen Scherazade, beide sind die Hauptfiguren der Handlung von Tausendundeine Nacht. Die Geschichten von Sindbad sind ebenfalls Teil der Geschichten aus Tausendundeine Nacht.  Abseits dessen haben die Figuren und Handlungen im Film jedoch nichts mit der literarischen Vorlage gemein.

## Veröffentlichung
Sindbad und der Kalif von Bagdad wurde in der DDR am 27. Dezember 1986 im DFF 2 gezeigt, in der Bundesrepublik Deutschland wurde der Film im März 1987 auf Video veröffentlicht und am 17. Juni 1988 auf RTL plus ausgestrahlt.

## Kritik
„Abenteuerlicher Ausstattungsfilm mit Anleihen bei 1001 Nacht, der sich an amerikanische Vorbildern anzulehnen versucht, doch ohne Fantasie und überzeugende Darsteller dahinplätschert.“